# FC Einheit Wernigerode
El FC Einheit Wernigerode es un equipo de fútbol de Alemania que juega en la Oberliga Süd, una de las ligas que conforman la quinta división de fútbol del país.

## Historia
Cuando el sistema deportivo en la RDA se reorganizó en forma de clubes deportivos de empresa (BSG) entre 1949 y 1951, los atletas del distrito Hasserode de Wernigerode fundaron la unidad BSG Wernigerode en 1949.
El nombre "Einheit" indica que la comunidad deportiva estuvo bajo el patrocinio de las instituciones administrativas estatales de la ciudad. Los 170 miembros inicialmente estaban organizados en secciones de fútbol, balonmano, tenis, tenis de mesa, gimnasia y deportes de invierno. Más tarde se agregaron deportes como el ciclismo, la natación y el voleibol. El número de miembros creció a más de 500 en la década de 1970.

### Futbol durante la RDA
A la vista del público, el BSG fue percibido con el tiempo principalmente a través de su equipo de fútbol. Pasaron 16 años antes de que la unidad BSG, que había comenzado en 1951 en la clase de segundo distrito de Wernigerode, pudiera avanzar a la liga de distrito de tercera clase en 1967. Antes de eso, pudo adornarse con el título de campeona de copa distrital en 1957 y con él de campeona de copa distrital en 1962. En 1975, la unidad se convirtió en campeona de distrito en Magdeburg y, por lo tanto, se clasificó para la liga de segunda categoría de Alemania Oriental. En la temporada 1975/76, como debutante, pudo mantener su lugar en el campo de los doce en la Temporada C, quedando en el 6.º lugar y un año después incluso llegó al 3.er lugar. Después de eso, el equipo aparentemente había alcanzado el máximo de su desempeño, porque en los años siguientes solo fue suficiente para mantenerse (8 de 1978, 7 de 1979). Tras la temporada 1979/80 sólo pudo ocupar la 10.ª plaza, lo que supuso el descenso. Sin embargo, el equipo logró recuperar el ascenso inmediatamente, y tras ello pudo volver a competir durante tres temporadas en la segunda máxima división hasta que fue víctima de la reducción de la DDR-Liga a dos temporadas en 1984. El 8.º puesto no era suficiente para la temporada 1984/85, por lo que había que iniciar el camino de vuelta una liga abajo. Wernigerode permaneció allí hasta el final del fútbol de Alemania Oriental. Aunque el equipo volvió a ser campeón de distrito en 1988 y 1989, no pudo defenderse en las rondas de ascenso.

## Fußballclub Einheit Wernigerode

### Clubes sucesores del BSG
Los trastornos políticos y económicos llevaron a asentar el concepto de clubes deportivos de empresa. Con el cese de la financiación y los vínculos con las autoridades públicas, la fundación de la BSG fue acompañada de un cambio de nombre a Harzer Sportverein; pero los miembros del departamento de fútbol fundaron FC Einheit 1990 Wernigerode en 1990 como una asociación independiente. Cuando era previsible que los miembros de la DFV se unirían a la DFB, la FC Einheit se incorporó a la nueva Verbandsliga Sachsen -Anhalt, esto correspondía al nivel de liga 3 en el verano de 1990 y un año después como resultado de la introducción de la Oberliga Nordost al nivel de liga 4. En la liga de asociación, FC Einheit logró el 3.er lugar en la temporada 1990/91 y en la temporada 1991/92 ganó el Campeonato de Sajonia-Anhalt.
Después de dos undécimos lugares en la Oberliga Nordost, en el tercer nivel más alto de la liga, el club se fusionó con Germania Wernigerode (anteriormente BSG Motor) en 1994 para formar el 1.FC Wernigerode. También en 1994, la DFB introdujo la Regionalliga como la tercera liga más alta, convirtiendo así a los equipos restantes de la liga superior en clubes en el cuarto nivel más alto de la liga. Después del final de la temporada 1995/96, el 1.FC descendió a la entonces liga de asociación de quinta clase en el decimotercer lugar de la tabla y terminó quinto en los dos años siguientes la liga de la asociación.

### Refundación en 1998
Las discrepancias internas y el deterioro de la situación financiera hicieron que el 6 de mayo de 1998, los jugadores del tercer equipo del 1. FC Wernigerode fundaran el FC Einheit Wernigerode en el restaurante "Hasseröder Hof". Por lo tanto, el nuevo club tuvo que comenzar atléticamente en la clase del distrito de Wernigerode. Al mismo tiempo, 1. FC Wernigerode entró en tales dificultades financieras en 2002 debido a la mala gestión y la falta de aceptación entre la población que se disolvió en el curso de los procedimientos de insolvencia. En cuatro años, FC Einheit llegó a la liga estatal. En 2004, lograron ascender a la Verbandsliga Sachsen-Anhalt, pero no pudieron mantenerlo. A esto le siguió el descenso inmediato, solo en la temporada 2008/09 fue ascendido de nuevo a la Verbandsliga. Después de solo un año, el club tuvo que ser relegado a la Landesliga nuevamente.
En 2019, la unidad regresó a Verbandsliga, ahora la sexta división más alta del fútbol alemán, y ganó el campeonato allí en 2021 en la temporada que se canceló debido a la pandemia de Covid-19. Esto significó el ascenso a la Oberliga Nordost de quinta categoría. En el Landespokal en la temporada 2021/22, después de la sorprendente victoria sobre el club de la liga regional Germania Halberstadt, Einheit también pudo derrotar sensacionalmente al club de tercera división Hallescher FC 2-1 y, por lo tanto, empató entró por primera vez en la final de la copa estatal final contra el 1. FC Magdeburg donde perdió 0:5. Dado que los Magdeburgueses ya se establecieron como campeones de la tercera liga se clasificó automáticamente para la Copa DFB, el FC Unity Wernigerode también participa en la Copa de Alemania 2022/23 como finalista.

## Estadio
Einheit está renovando su estadio paso a paso. Este estadio es un estadio exclusivo de fútbol con una capacidad de alrededor de 4000 asientos. En septiembre de 2015, el antiguo campo de entrenamiento de invierno de asfalto fue reemplazado por un nuevo campo de entrenamiento de césped artificial (campo pequeño). La tribuna cubierta construida en 1976 tuvo que ser demolida en noviembre de 2016. Se ha rescindido el contrato de arrendamiento del terreno en el que se encontraba parte de la tribuna. A principios de mayo de 2018, se colocó la primera piedra de un edificio moderno y funcional en Rosa-Luxemburg-Strasse. El césped recibió drenaje en junio de 2018 y fue completamente rediseñado para este propósito. Todos los cruces de espectadores también se renovarán en el transcurso de esto. A largo plazo, FC Einheit Wernigerode también tiene como objetivo renovar una segunda instalación deportiva, el "Alte Försterei" en Bielsteinchaussee.
einheit wernigerode tm